# Interfrigo
La Interfrigo è una società Svizzera fondata nel 1949 a Basilea.
La società fu fondata per il trasporto di prodotti deperibili via ferrovia in tutta Europa.
Infatti numerose compagnie ferroviarie europee come ad esempio le FS,SJ,SNCF,DR,DB,B,SNCB,NSB noleggiarono tali vagoni.
Dagli anni cinquanta il trasporto di merci deperibili via ferrovia era sempre in aumento, quindi il parco vagoni Interfrigo era sempre in continuo aumento.
Inizialmente i vagoni erano solo in livrea bianca o argento, muniti al loro interno di spazi per l'inserimento del ghiaccio. Dagli anni settanta la Interfrigo rinnovò il parco aggiungendo vagoni di livrea azzurra.
Rispetto a quelli in livrea bianca o argento i vagoni in livrea azzurra, muniti di un motocompressore, potevano trasportare prodotti surgelati grazie al raggiungimento di temperatura interna di -25°.
Negli ultimi anni il trasporto di merce deperibile con carri Interfrigo si è dimezzato per l'aumento di trasporti di merce su gomma.
In Italia, tra gli anni settanta e fine anni ottanta, venivano organizzate spedizioni di prodotti ortofrutticoli per i mercati del nord Europa. Queste spedizioni avvenivano sempre con i vagoni Interfrigo. Questi erano i famosi "treni derrata" catalogati dalle ferrovie come "merci rapidi". Infatti ogni anno la Sicilia durante le campagne agrumarie utilizzava migliaia di vagoni Interfrigo per il nord Europa. Protagonista era anche la Puglia o parte della Romagna per la spedizione di prodotti ortofrutticoli con vagoni Interfrigo.
L'ortomercato di Milano era dotato di uno scalo ferroviario interno per il trasporto Europeo di frutta e verdura con vagoni Interfrigo. Addirittura offriva un servizio di trasporto di prodotti ortofrutticoli per supermercati Svizzeri, i quali noleggiarono alla Interfrigo numerosi vagoni adottando le insegne della propria ragione sociale. Tali vagoni erano gli Interfrigo-Migros, nota catena di supermercati in Svizzera. I vagoni erano in livrea bianca, con disegnate nei fianchi simpatiche insegne di frutta e verdura. La gestione dei vagoni dell'ortomercato di Milano, veniva effettuata dalla vicina stazione di Milano Porta Vittoria, la quale spediva ogni giorno via Chiasso decine di vagoni Interfrigo-Migros carichi di prodotti ortofrutticoli. Già da parecchi anni il raccordo ferroviario dell'ortomercato di Milano è stato demolito.
Un'altra realtà di vagoni Interfrigo tra gli anni sessanta e fine ottanta fu nel paese di Vignola in provincia di Modena, per il trasporto delle ciliegie ai mercati del nord Europa.
Da ricordare un altro raccordo della suddetta azienda nei pressi della Stazione di Tavazzano provvisto ancora di binari che entrano nello stabilimento attualmente abbandonato. Le rotaie sono state tagliate dalla Ferrovia Milano-Bologna ed una probabile rimmissione in servizio è molto difficile visto anche l'interno dei fabbricati non ottimale a causa di un incendio scoppiato nel suddetto impianto circa sei anni fa
| Controllo di autorità | VIAF (EN) 130993894 |